# Albert van der Weide (voetballer)
Albert van der Weide (Emmen, 1 maart 1949) is een voormalig Nederlands voetballer. Hij stond onder contract bij Go Ahead, Wageningen, Veendam en FC VVV.

## Spelerscarrière
Van der Weide doorliep de jeugdopleiding van de plaatselijke amateurclub VV Emmen waar hij op 17-jarige leeftijd in het eerste elftal debuteerde en als talentvolle linksbuiten werd geselecteerd voor het Nederlands amateurelftal. Zodoende trok hij de aandacht van eredivisionist Go Ahead die hem in 1968 overnam van de toenmalige eersteklasser. Bij zijn profdebuut op 25 augustus 1968 scoorde hij in een uitwedstrijd bij DOS direct al in de 1e minuut een doelpunt, maar een doorbraak in Deventer bleef vervolgens uit. Na een jaar op huurbasis bij Wageningen werd hij in 1971 naar Veendam getransfereerd. Onder trainer Cor van der Gijp ontwikkelde hij zich tot een specialist in het nemen van vrije trappen.
Twee jaar later tekende Van der Weide een contract bij FC VVV waarmee hij in 1976 naar de eredivisie promoveerde. In Venlo groeide hij uit tot spelbepaler op het middenveld. Na zes jaar bij VVV sloot hij in 1979 zijn profloopbaan af en speelde nog enkele jaren bij de toenmalige hoofdklasser SV Panningen.

### Statistieken
| Seizoen         | Club            | Competitie      | Competitie | Competitie | Beker | Beker | Overig1 | Overig1 | Totaal | Totaal |
| Seizoen         | Club            | Competitie      | Wed.       | Dlp.       | Wed.  | Dlp.  | Wed.    | Dlp.    | Wed.   | Dlp.   |
| --------------- | --------------- | --------------- | ---------- | ---------- | ----- | ----- | ------- | ------- | ------ | ------ |
| 1968/69         | Go Ahead        | Eredivisie      | 7          | 1          | 0     | 0     | —       | —       | 7      | 1      |
| 1969/70         | Go Ahead        | Eredivisie      | 7          | 1          | 1     | 0     | —       | —       | 8      | 1      |
| 1970/71         | Wageningen      | Eerste divisie  | 16         | 3          | 0     | 0     | —       | —       | 16     | 3      |
| 1971/72         | Veendam         | Eerste divisie  | 39         | 12         | 1     | 0     | —       | —       | 40     | 12     |
| 1972/73         | Veendam         | Eerste divisie  | 37         | 8          | 3     | 0     | —       | —       | 40     | 8      |
| 1973/74         | FC VVV          | Eerste divisie  | 31         | 7          | 1     | 0     | —       | —       | 32     | 7      |
| 1974/75         | FC VVV          | Eerste divisie  | 36         | 11         | 2     | 0     | —       | —       | 38     | 11     |
| 1975/76         | FC VVV          | Eerste divisie  | 34         | 9          | 2     | 1     | 6       | 0       | 42     | 10     |
| 1976/77         | FC VVV          | Eredivisie      | 32         | 3          | 1     | 0     | —       | —       | 33     | 3      |
| 1977/78         | FC VVV          | Eredivisie      | 32         | 4          | 0     | 0     | 3       | 1       | 35     | 5      |
| 1978/79         | FC VVV          | Eredivisie      | 29         | 3          | 1     | 0     | —       | —       | 30     | 3      |
| Carrière totaal | Carrière totaal | Carrière totaal | 300        | 62         | 12    | 1     | 9       | 1       | 321    | 64     |

1Overige officiële wedstrijden, te weten nacompetitie en intertoto.

### Verdere loopbaan
Nog tijdens zijn voetballoopbaan trad semi-prof Van der Weide in 1973 in dienst van Océ. Na beëindiging van zijn actieve spelersloopbaan vervulde hij daarnaast meerdere functies in de voetbalwereld. Zo was hij onder meer trainer bij SV Panningen, VV Sittard, SV Blerick, de Duitse clubs SC Lobberich en Union Nettetal en hoofd jeugdopleiding bij VVV (tussen 2001 en 2006). Ook werkte hij voor de KNVB als docent trainersopleidingen en jeugdcoördinator. In juni 2014 werd bekend dat Van der Weide terugkeert bij VVV als de nieuwe coördinator voetbalzaken en in die functie verantwoordelijk is voor scouting, jeugd en operationele zaken.